# Stiftung Technisches Hilfswerk (THW) – Technisch Helfen Weltweit
Die Stiftung Technisches Hilfswerk (THW) – Technisch Helfen Weltweit (kurz: THW-Stiftung) ist eine als gemeinnützig anerkannte Stiftung, welche im Jahr 2004 von der THW-Bundesvereinigung e.V. und in engem Einvernehmen mit der zuständigen Aufsichtsbehörde des Technischen Hilfswerks gegründet wurde.
Die Stiftung fördert ausschließlich Projekte des THW, der THW-Helfervereinigung und der THW-Ortsverbände. Projekte zur technischen Hilfe oder zum Wiederaufbau mit Auslandsbezug erhalten besondere Unterstützung, wie z. B. der Einsatz des THW nach dem Erdbeben im Indischen Ozean 2004 oder dem Hurrikan Katrina in den USA 2005.